# ウイニングイレブン 2018
『ウイニングイレブン2018』（略称：ウイイレ 2018、英語：Winning Eleven 2018、欧州名：Pro Evolution Soccer 2018）は、コナミデジタルエンタテインメントより2017年9月に発売されたサッカーゲーム。ウイニングイレブンシリーズとしては今作で22作目（PS（2000も含む。）、PS2、PS3、PS4の通算。Jリーグ版、ファイナルエヴォリューション等は除く）である。
UEFAチャンピオンズリーグとUEFAヨーロッパリーグ、AFCチャンピオンズリーグ は引き続き搭載される。なお、UEFAのライセンスは2018年で契約満了となり、更新されない事を発表されている。

日本語版パッケージは日本代表の11名(川島、吉田、森重、酒井宏樹、長友、山口、香川、本田、原口、久保、大迫)。欧州版にはルイス スアレス、南米版にはコウチーニョ、海外版バルセロナエディション及び国内版楽天限定スリーブにはルイス
スアレス、 メッシ、イニエスタ、ジェラール ピケ、セルジ ロベルトの5名が描かれている。
なお、早いタイミングでファンに新しいシーズンを遊んでもらうことを最優先したため、本作では2010、2014で発売された「蒼き侍の挑戦」版はない。また、専用モードやアップデートも無く、パッケージが日本代表の11人(川島、昌子、長谷部、槙野、酒井高徳、長友、山口、柴崎、本田、原口、大迫)の廉価版が発売されるのみとなった。

## ゲーム内容
今作は「レジェンドはここから生まれる」(Where Legends are made)をコンセプトに、ゲームプレイが極限まで洗練された。20,000を超えるデータから生み出されるグラフィックにより選手・スタジアムがさらに実写に近くなった。また、PC版が今作からPS4版準拠となったため、PS4版と同等のアップデートがされるようになった。

### オンラインベータ
7月20日から31日13時までPS4版のみで配信されたベータ版。オンラインでの対人戦とオンラインCO-OPをプレイ出来る。オフラインのCOM戦は非搭載。使用可能チームはブラジルとフランスの2チーム。スタジアムは架空のノイ・ゾネ・アレナで固定。本来オンライン対戦はPlayStation Plusへの加入が必須だが、このベータ版では加入の必要はない。

### Liteバージョン
2017年11月16日に配信開始。PS4・PS3版ウイイレ2018の「myclub」モード、「PES LEAGUE」モード、そして新モードの「CO-OP」モードをプレイできるダウンロードゲーム。前作同様全世界で配信され、ダウンロード&プレイは基本無料のアイテム課金制。内容は製品版のmyclub・PES LEAGUE・CO-OPと同じで、データパックやライブアップデートも適用される。また、トレーニングモードや各種設定も利用可能。

### 新モード
- ランダムセレクションマッチ

チーム条件を設定し、クラブや代表からランダムに選ばれた選手で構成されるチームで対戦できるモード。『ウイニングイレブン10』以来の搭載で、当時好評を博していたがすぐに消えてしまった機能だった。今作は対戦相手の選手を奪い合う「トレードシステム」を搭載。重要な選手をプロテクトし奪われるのを防ぐといった駆け引きも楽しめる。
- CO-OP[注釈 1]

2人または3人で協力プレイを行えるモード。プレイヤーの戦い方によってポイントが入り、仲間や相手と競い合う事が出来る。オンラインでマッチングしたプレイヤーと遊ぶことが出来る他、1つのPS4と2～3つのコントローラーで友人同士と遊ぶことも可能。また、「マイクラブ」や「PES League」でもこのモードで遊ぶことが出来る。

オフラインでもプレイ可能。

### 新機能
- 新難易度「レジェンド」が登場。モードを問わず難易度「スーパースター」に5勝すると解放される。
- 「マイクラブ」「ランダムセレクションマッチ」「オンラインCO-OP」でもPES Leagueへの参加が可能。
- セットプレーが再デザインされ、弾道を示すガイドが消えた。
- キックオフ時にセンターサークルに1人だけ置く「1人キックオフ」も可能に。
- 選手の基本動作も見直し、2017以上の実写感を感じさせる。
- マイクラブは選手のレベル上限が選手それぞれ違う仕様。
- マスターリーグはインタビュー、ロッカールーム等の新しいアニメーション[注釈 1] やプレシーズンマッチ、クラブ目標、違約金等の要素が追加。また、チャレンジモードが追加され、相手チームに違約金を支払われるとその選手の放出が確定となったり、成績が悪いとオーナーの機嫌が悪くなり最終的に解雇されるなどの機能が追加・復活した。
- フォーメーション画面では一部選手はCGではなく実際の顔写真を使う等、試合中の演出も一新[注釈 1]。
- 選手名・チーム名の見直し(ジェイミーヴァルディ→ジェイミー ヴァーディ、スポルティング リスボン→スポルティングCP等)。また、一部選手はフルネーム化された。
- 髪の毛が揺れるようになった。Foxエンジンを使用したウイイレシリーズでは初。
- パートナー契約を締結しているチームの選手のタトゥーが再現されている[注釈 1]。
  - バルセロナ(ルイス スアレス、リオネル メッシ、イヴァン ラキティッチ、セルヒオ ブスケツ、アレイシ ビダル、パコ アルカセル、サミュエル ウンティティ、リュカ ディーニュ、フィリペ コウチーニョ)
  - ドルトムント(マルコ ロイス)
  - ミラン(レオナルド ボヌッチ、アレッシオ ロマニョーリ、リカルド ロドリゲス、ルーカス ビリア、スソ、ダヴィデ カラブリア、パトリック クトローネ)
  - インテル(マウロ イカルディ、ボルハ バレーロ、アントニオ カンドレーヴァ、マルセロ ブロゾヴィッチ)
  - アーセナル(ピエール オーバメヤング、アレクサンドル ラカゼット、メスト エジル、エクトル ベジェリン、グラニット ジャカ、ジャック ウィルシャー)
  - また、個人契約をしているカブリエウ バルボーザは首のみタトゥーが入っている。なお、ネイマールは非パートナークラブへ完全移籍した影響か2016での個人契約時に撮った首を含めたタトゥーが消去されている。

### マイクラブ内キャンペーン
- ディエゴ マラドーナがレジェンドとして2017から引き続き登場。さらに、バルセロナ在籍当時をイメージした「★ ディエゴ マラドーナ」がバルセロナエディションの購入特典として登場する。
- ヨハン クライフがバルセロナレジェンドとして登場。また、ロナウジーニョがバルセロナレジェンドとして2017に引き続き登場。
- 各国からレジェンド選手が新登場。
  - マルセロ サラス、イバン サモラーノ(チリ)
  - ロマーリオ、ソクラテス、ジーコ、ベベト、カフー(ブラジル)
  - ローター マテウス(ドイツ)
  - アレッサンドロ デル ピエーロ(イタリア)
  - パトリック ヴィエラ(フランス)
  - パヴェル ネドヴェド(チェコ)
  - 北澤豪(日本)
  - アン ジョンファン(韓国)
- ウイニングイレブン 2016のレジェンドが再登場。
  - オリヴァー カーン(ドイツ)
  - ロベルト カルロス(ブラジル)
  - ルイス フィーゴ(ポルトガル)
- デイヴィッド ベッカムがレジェンドとして登場。長期独占契約を締結している。また、1998/99シーズンのベッカムとポール スコールズがレジェンドとして登場する。
- リヴァプールレジェンドの3人が2017に引き続き登場。さらに、新たに4人のレジェンドが追加登場。
  - イアン ラッシュ、マイケル オーウェン、ロビー ファウラー、スティーヴン ジェラード、スティーヴ マクマナマン、ケヴィン キーガン、ケニー ダルグリッシュ
- ドルトムントレジェンドの5人が登場。
  - ラース リッケン、カール ハインツ リードレ、ミヒャエル ツォルク、ヨルグ ハインリッヒ、ノルベルト ディッケル
- インテルからレジェンド選手が登場。
  - ハビエル サネッティ、デヤン スタンコヴィッチ、フランチェスコ トルド、ワルテル サムエル
- ミランからレジェンド選手が登場。
  - ルート フリット、パオロ マルディーニ
- ウサイン ボルトがアンバサダーとしてマイクラブに登場。顔、体系、動きをスキャンしており、初回購入特典としてボルトを獲得可能なエージェントを入手できる。お馴染みの「ライトニング・ボルト」ポーズのゴールパフォーマンスも追加。

## ライセンス
コナミ発表時点のもの。

### リーグライセンス
- プレミアリーグ
  - イングランドリーグという偽名で登場。アーセナルとリヴァプールが実名(他18クラブは偽名)。アーセナルとリヴァプールはオフィシャルパートナー契約を結んでいる。
- フットボールリーグ チャンピオンシップ
  - イングランド2部リーグという偽名で登場。フラムのみ実名(他21クラブは偽名)。フラムはオフィシャルパートナー契約を結んでおり、ユニフォームにPESのロゴがデザインされている[6]。
- リーグ1
  - フルライセンス。
- リーグ2
  - フルライセンス。データパック2.0では降格したバスティアが消滅(その他ヨーロッパに架空チームとして登録)し、2017年のリーグ所属であるパリFCが追加された。
- セリエA
  - イタリアリーグという偽名で登場。ユベントスのみ偽名(他19クラブは実名)。インテル、ミランはオフィシャルパートナー契約を結んでいる。
- セリエB
  - イタリア2部リーグという偽名で登場。全クラブ偽名。
- エールディヴィジ
  - フルライセンス。
- ラ・リーガ サンタンデール
  - スペインリーグという偽名で登場。バルセロナ、アトレティコ マドリー、バレンシアが実名(他17クラブは偽名)。バルセロナとバレンシアはオフィシャルパートナー契約を結んでいる。
- ラ・リーガ ウン・ドス・トレス
  - スペイン2部リーグという偽名で登場。全クラブ偽名。バルセロナの下部組織であるバルセロナ Bも偽名。
- リーガ NOS
  - ポルトガルリーグという偽名で登場。ポルト、ベンフィカ、スポルティングCPのみ実名(他15クラブは偽名)。
- CAMPEONATO BRASILEIRO
  - フルライセンス。このうちコリンチャンス、フラメンゴとオフィシャルパートナー契約を結んでいる。なお、選手個人との契約問題もあり、チームは実名でも選手は偽名といったクラブが多数ある。
- プリメーラ ディビシオン (ARG)
  - アルゼンチンリーグという偽名で登場。全クラブ実名。このうち、リーベル プレート、インデペンディエンテとオフィシャルパートナー契約を結んでいる。データパック2.0では2017年のリーグ所属であるアルヘンティノス ジュニオルスとチャカリタ ジュニオルスが追加された。
- プリメーラ ディビシオン (CHL)
  - チリリーグという偽名で登場。全クラブ実名。このうち、コロ コロ、ウニベルシダ デ チリとオフィシャルパートナー契約を結んでいる。

### その他ヨーロッパ
| 所属リーグ国 | チーム名                    |
| ------------ | --------------------------- |
| ベルギー     | クラブ ブルッヘ             |
| ベルギー     | ヘント                      |
| ベルギー     | アンデルレヒト              |
| ロシア       | スパルタク モスクワ         |
| ロシア       | ゼニト サンクトペテルブルク |
| ロシア       | CSKAモスクワ                |
| スイス       | ヤングボーイズ              |
| スイス       | バーゼル                    |
| トルコ       | ベシクタシュ                |
| トルコ       | フェネルバフチェ            |
| トルコ       | ガラタサライ                |
| クロアチア   | ディナモ ザグレブ           |
| チェコ       | スラヴィア プラハ           |
| デンマーク   | コペンハーゲン              |
| ドイツ       | ボルシア ドルトムント       |
| ドイツ       | シャルケ                    |
| ドイツ       | ライプツィヒ                |
| ギリシャ     | AEKアテネ                   |
| ギリシャ     | オリンピアコス              |
| ギリシャ     | パナシナイコス              |
| ギリシャ     | PAOK                        |
| ルーマニア   | フォトバル クルブ FCSB      |
| スウェーデン | マルメ                      |
| ウクライナ   | ディナモ キエフ             |
| ウクライナ   | シャフタール ドネツク       |

### その他南米
| 所属リーグ国 | チーム名                  |
| ------------ | ------------------------- |
| アルゼンチン | ギジェルモ ブラウン       |
| ブラジル     | インテルナシオナウ        |
| ブラジル     | レッド ブル ブラジウ      |
| コロンビア   | アトレティコ ナシオナル   |
| コロンビア   | ミジョナリオス            |
| ペルー       | アリアンサ リマ           |
| ペルー       | スポルティング クリスタル |

### AFC Champions League 2017
| 所属リーグ国     | チーム名                         |      |      |
| ---------------- | -------------------------------- | ---- | ---- |
| オーストラリア   | アデレード ユナイテッド          |      |      |
| オーストラリア   | ブリスベン ロアー                |      |      |
| オーストラリア   | ウェスタン シドニー ワンダラーズ |      |      |
| 中国             | 広州恒大淘宝                     |      |      |
| 中国             | 江蘇蘇寧                         |      |      |
| 中国             | [                                | 香港 | 東方 |
| イラン           | エステグラルFC                   |      |      |
| イラン           | エステグラル フゼスタン          |      |      |
| イラン           | ペルセポリス                     |      |      |
| イラン           | ゾブ アハン                      |      |      |
| 日本             | ガンバ大阪                       |      |      |
| 日本             | 鹿島アントラーズ                 |      |      |
| 日本             | 川崎フロンターレ                 |      |      |
| 日本             | 浦和レッドダイヤモンズ           |      |      |
| カタール         | アル ラーヤン                    |      |      |
| カタール         | レフウィヤ                       |      |      |
| 韓国             | FCソウル                         |      |      |
| 韓国             | 済州ユナイテッド                 |      |      |
| 韓国             | 水原三星ブルーウィングス         |      |      |
| 韓国             | 蔚山現代                         |      |      |
| サウジアラビア   | アル アリ                        |      |      |
| サウジアラビア   | アルファティフ                   |      |      |
| サウジアラビア   | アル ヒラル                      |      |      |
| サウジアラビア   | アルターウォン                   |      |      |
| タイ             | ムアントン ユナイテッド          |      |      |
| アラブ首長国連邦 | アル アリ                        |      |      |
| アラブ首長国連邦 | アル アイン                      |      |      |
| アラブ首長国連邦 | アル ジャジーラ                  |      |      |
| アラブ首長国連邦 | アル ワフダ                      |      |      |
| ウズベキスタン   | ブニョドコル                     |      |      |
| ウズベキスタン   | ロコモティフ タシケント          |      |      |

### ナショナルチーム
コナミ発表時点のもの。
| - ヨーロッパ（UEFA） - アルバニア - オーストリア - ベルギー WC - ボスニア・ヘルツェゴビナ Fict. - ブルガリア - クロアチア WC - チェコ - デンマーク WC - イングランド WC - フランス WC - ドイツ WC - ギリシャ - ハンガリー Fict. - アイスランド WC - アイルランド - イスラエル - イタリア - オランダ - 北アイルランド - ノルウェー - ポーランド WC - ポルトガル WC - ルーマニア - ロシア Fict. WC - スコットランド - セルビア Fict. WC - スロバキア - スロベニア - スペイン WC - スウェーデン WC - スイス WC - トルコ - ウクライナ - ウェールズ | - アフリカ（CAF） - アルジェリア Fict. - ブルキナファソ Fict. - カメルーン - コートジボワール - エジプト WC - ガーナ - ギニア Fict. - マリ Fict. - モロッコ WC - ナイジェリア Fict. WC - セネガル Fict. WC - 南アフリカ共和国 - チュニジア Fict. WC - ザンビア Fict. - 北中米カリブ海（CONCACAF） - コスタリカ WC - ホンジュラス Fict. - ジャマイカ Fict. - メキシコ Fict. WC - パナマ Fict. WC - アメリカ合衆国 Fict. - 南米（CONMEBOL） - アルゼンチン WC - ボリビア - ブラジル WC - チリ - コロンビア DP2 WC - エクアドル - パラグアイ - ペルー WC - ウルグアイ Fict. WC - ベネズエラ | - アジア（AFC）・オセアニア（OFC） - オーストラリア WC - 中華人民共和国 Fict. - イラン Fict. WC - イラク Fict. - 日本 WC - ヨルダン Fict. - 北朝鮮 Fict. - クウェート Fict. - レバノン Fict. - オマーン Fict. - カタール Fict. - 韓国 Fict. WC - サウジアラビア Fict. WC - タイ Fict. - アラブ首長国連邦 Fict. - ウズベキスタン Fict. - ニュージーランド |

詳細

太字 - フルライセンス

Fict. - 選手偽名

WC - ワールドカップ出場国

DP(数字) - データパックでライセンスに変更のあった国

新たにベルギー、ポーランドがフルライセンス。

また、2016ぶりにチェコ、イングランド、アイスランド、北アイルランド、トルコ、ウクライナ、ウェールズ、2011ぶりにアルゼンチンのフルライセンスが復活となった。

カメルーン、ガーナ、パラグアイが実名となったが、セルビア、ウルグアイが偽名となった。

本作では日本代表は日本国外版でもフルライセンスとなる。

データパック2.0ではコロンビア代表がフルライセンスとなった。

### その他ライセンス
- UEFA Champions League[1]
  - バイエルン ミュンヘン、セルティックFC、ガラバグFK、NKマリボル、APOEL FCが未収録。
- UEFA Europa League[1]
  - 出場クラブ多数が未収録。
- UEFA Super Cup[1]
  - リーグモードやマスターリーグ等でレアル マドリーまたはマンチェスター ユナイテッドを選択すると2017年版がプレイ可能。

## スタジアム
コナミ発表時点のもの。
リストはPS4/Xbox One/PC版のもの。PS3/Xbox 360版では一部スタジアムを選択する事は出来ない。
- 実名
  -  カンプ・ノウ（バルセロナ）
  -  ワンダ・メトロポリターノ（アトレティコ マドリー）PS4
  -  ジグナル・イドゥナ・パルク（ボルシア ドルトムント）PS4
  -  アンフィールド（リヴァプール）PS4
  -  ジュゼッペ・メアッツァ（インテル）
  -  サン・シーロ（ミラン）
  -  ローマ・オリンピコ（ASローマ／ラツィオ／イタリア代表）PS4
  -  ザンクト・ヤコブ・パルク（FCバーゼル1893／スイス代表）
  -  エスタディオ・ド・マラカナン（フルミネンセ／フラメンゴ／ブラジル代表）PS4
  -  アリアンツ・パルケ（パルメイラス）PS4
  -  エスタディオ・ミネイロン(クルゼイロ／アトレチコ ミネイロ）PS4
  -  エスタジオ・ベイラ＝リオ（インテルナシオナウ）PS4
  -  アレーナ・コリンチャンス（コリンチャンス）PS4
  -  エスタディオ・ド・モルンビー（サンパウロ）
  -  エスタディオ・ウルバーノ・カルデイラ（サントス）
  -  エスタディオ・サン・ジャヌアリオ（ヴァスコ ダ ガマ）PS4
  -  エル・モヌメンタル（リーベル プレート／アルゼンチン代表）
  -  エスタディオ・アルベルト・J・アルマンド（ボカ ジュニオルス）
  -  埼玉スタジアム2002（浦和レッドダイヤモンズ／日本代表）
- 実名(追加)
  -  エミレーツ・スタジアム（アーセナル）
  -  エスタディオ・ナシオナル・デ・チリ（ウニベルシダ デ チリ／チリ代表）
- 架空
  - コナミ・スタジアム
  - ノイ・ゾネ・アレナPS4
  - メトロポール・アレナ
  - ホーフドスタッドゥ・シュタディオンPS4
  - エスタディオ・カンペオンPS4
  - エスタディオ・エスコルピオ
  - エスタディオ・ヌエボ・トリウンフォ
  - スタッド・ド・サジテールPS4
  - スタジオ・オリオンPS4
  - ブルク・スタディオン
  - エスタディオ・デル・マルタンガルPS4
  - ローズパーク・スタジアムPS4
  - コロッセオ・デ・ロス・デポルスPS4
  - スポーツ・パークPS4
  - アルティメット・ステージ※1
  - ヴィレッジ・ロードPS4
  - ナショナル・スタジアムPS4
  - PESリーグ・スタジアム※2

詳細

PS4 - PS4のみの搭載。

※1　UEFA Champions Leagueモードのみで使用可能。UCLイントロ映像に登場する星型の屋根のついたスタジアム。

※2　コナミスタジアムと同形状。看板がPESリーグ仕様となっている。

## 実況・解説
- 実況：ジョン・カビラ
- 解説：北澤豪